# Dancing Queen
„Dancing Queen” este un cântec al grupului suedez ABBA, scris de Björn Ulvaeus, Benny Andersson, Stig Anderson, produs de primii doi și lansat ca prim single de pe al patrulea album de studio al grupului, Arrival. Cântecul este alcătuit din două strofe și un refren, repetat de trei ori. Discul single a fost lansat de trei ori: o dată în 1976 pentru a promova albumul Arrival, a doua oară în 1992 pentru a promova compilația de hituri ABBA Gold, iar a treia oară în 2008, în urma succesului mare obținut de filmul Mamma Mia.
Piesa a fost primită cu recenzii pozitive, fiind numită un „clasic pop absolut perfect”, cu toate că revista americană Rolling Stone nu a fost deloc impresionată. Discul single a ocupat locul întâi în 12 țări, notabil în Statele Unite, fiind singura lor înregistrare clasată pe primul loc în Billboard Hot 100, Regatul Unit, unde a devenit al patrulea lor disc single ocupant al locului 1, Australia și Germania, fiind al cincilea lor șlagăr ce a ocupat primul loc și în țara lor de origine, Suedia, unde a fost primul lor hit.
Pentru a promova piesa, ABBA au filmat un videoclip și au interpretat șlagărul în mai multe țări, inclusiv Japonia și Statele Unite ale Americii.

## Compunerea, structura și inspirația
Scris de Benny Andersson, Björn Ulvaeus și Stig Anderson în 1975 pentru al patrulea album de studio al grupului muzical, cântecul a precedat și contribuit la uriașa popularitate a muzicii disco de la sfârșitul anilor '70. Deși are ritmuri disco, nu conține multe dintre caracteristicile tipice muzicii disco, fiind adesea considerat unul din cele mai bune exemple ale genului, ironic, din moment ce tempoul și ritmul sincopelor este relativ încet, fiind astfel destul de greu să se poată dansă pe el. Instrumentalul este vag inspirat de primele note ale cântecului „Rock You Baby” de George McCrae.
Compoziția este bazată pe ostinati. Se observă folosirea unui ansamblu de instrumente cu corzi, un ritm acustic de pian și percuții proeminente, melodia fiind complexă. Cântecul este scris într-o tonalitate majoră. Agnetha Fältskog și Anni-Frid Lyngstad împart partea vocală. Vocile celor două poate fi considerat un exemplu de armonie vocală. Introducerea glissando făcută de pian și vocalul fredonat reprezintă unul din cele mai recognoscibile momente din muzică. Un alt aspect neobișnuit, dar nu unic, este faptul că piesa începe cu refrenul.
Versurile, spre deosebire de multe alte înregistrări disco, prezintă bucuria de a dansa și de a te simți liber. Inițial, piesa era intitulată „Boogaloo”.

## Recenzii
În recenzia pentru cântec, Donald A. Guarisco a scris că „Ulvaeus și Andersson erau abili în crearea de hituri pop, dovadă fiind popularitatea înregistrării chiar și în ziua de azi.” Editorul de la Amazon.com a considerat piesa, alături de „Money, Money, Money”, ca fiind o „«felie» perfectă de muzică pop.” Douglas Wolk de la Blender, în recenzia pentru ABBA Gold a numit piesele „Dancing Queen”, „Waterloo” și „Super Trouper” ca fiind cele care ies în evidență. O recenzie la fel de pozitivă a fost oferită de site-ul CD Universe.com, fiind descris ca un „clasic pop absolut perfect”.
Ken Tucker de la Rolling Stone nu a fost la fel de impresionat, spunând că cei doi compozitori extind părțile memorabile ale refrenului pe tot parcursul piesei, considerând acest lucru iritant.

## Videoclipul
La fel ca și videoclipurile anterioare, acesta are o poveste simplă, prezentând membrii formației pe o scenă de club, cântând, publicul fiind prezentat dansând pe ritmul melodiei. Acesta a fost filmat într-o discotecă suedeză, ce astăzi nu mai există, Alexandra's.
Acesta este disponibil comercial pe toate compilațiile video ale grupului.

## Interpretări live
ABBA au interpretat pentru prima dată cântecul în fața regelui Carl XVI Gustaf al Suediei, cu o noapte înaintea oficializării nunții acestuia cu Silvia Sommerlath. Anni-Frid Lyngstad a interpretat piesa singură în 1993, în onoarea sărbătoririi a 50 de ani de la nașterea reginei Silvia. Grupul a cântat piesa în mai multe țări pentru a o promova, inclusiv Anglia, Australia,Germania, Japonia, Statele Unite și Suedia.
Cântecul a făcut parte din toate turneele grupului organizate după lansarea acestuia. În turneul european și australian din 1977, a fost interpretat penultimul, după „Thank You For The Music”. În turneul nord-american și european, ce a avut loc în 1979, a fost inițial înregistrarea cu care terminau spectacolul, până când „Waterloo” a fost adăugat în listă, după „Dancing Queen”. Piesa a fost din nou interpretată în încheiere, în timpul turneului japonez, din 1980.

## Formate
- Single 7" Amiga 1972

1. „Dancing Queen” 3:52
2. „Fernando” 4:15

CD-Single Polydor 1999
1. „Dancing Queen” 3:51
2. „That's Me” 3:16

12" Maxi Polar / Polydor 1992
1. „Dancing Queen” 3:49
2. „Lay All Your Love On Me” 4:34
3. „The Day Before You Came” 5:49
4. „Eagle” 5:48

7" Single Polar PO 231 [uk] 1992 
1. „Dancing Queen” 3:51
2. „Lay All Your Love On Me” 4:33

Ediția japoneză- CD-Maxi Polar 2001
1. „Dancing Queen” 3:51
2. „Eagle” 4:27
3. „Lay All Your Love On Me” 4:36
4. „The Way Old Friends Do” 2:55

Sursa:

## Versiuni
1. „Dancing Queen” 3:51 [versiunea de pe album]

## Personal
- Scris de: Benny Andersson, Bjorn Ulvaeus, Stig Anderson
- Produs de: Andersson, Ulvaeus
- Voci: Anni-Frid Lyngstad, Agnetha Fältskog

## Preluări
Cântecul a fost preluat de o mulțime de artiști din toate genurile muzicale, notabil de grupul pop suedez A*Teens, de formația rock britanică U2 în turneul Zoo TV Tour și de cântăreața pop de origine australiană Kylie Minogue, aceasta interpretându-l în încheierea Jocurile Olimpice de vară din 2000 de la Sydney și în turneul Intimate and Live.
Piesa a fost de asemenea interpretată live sau inclusă pe un album de următorii artiști: Claudja Barry, Beat Crusaders, Luka Bloom, Donna Burke, Brotherhood of Man , Belinda Carlisle , Diablo, Carol Douglas, E-Rotic, Girl Authority, CoCo Lee, Alanis Morissette, Sex Pistols, Sixpence None the Richer, Sugarcubes și Frank Turner.

### Versiunea solo a Fridei
În 1993, cu ocazia sărbătoririi a 50 de ani de viață a reginei Silvia, Anni-Frid Lyngstad a fost rugată să interpreteze „Dancing Queen” pe scenă, referire la momentul când ABBA a cântat piesa în 1976, la nunta reginei cu regele Carl XVI Gustaf. Frida a luat legătura cu The Real Group, interpretând împreuna o versiune a cappella pe scena Operei regale suedeze din Stockholm, în fața regelui și a reginei. Momentul a fost filmat de o televiziune suedeză, SVT, și a fost inclus în documentarul Frida - The DVD.

## În cultura pop
Înregistrarea a fost prezentă în numeroase filme și seriale, precum și în spectacolul pentru Broadway, Mamma Mia! și ecranizarea lui. Printre filmele care au folosit o mostră din piesă se numără Vis împlinit, Vara lui Sam, Miss Agent Secret, Vă declar soț și ... soție?, fiind prezent în seriale precum Anii '70, Stagiarii, Harvey Birdman: Attorney At Law, South Park, Even Stevens și Dr. House. Cântecul a fost primul căruia i s-a atribuit codul ISWC; acest lucru s-a întâmplat în 1995, iar codul este T-000.000.001-0.
Piesa a fost folosită ca fundal sonor în momentul în care ABBA a fost inclusă oficial în Rock and Roll Hall of Fame pe 16 martie 2010.

## Premii și recunoașteri
În mai 2001, RIAA a alcătuit un top al celor mai bune 365 de cântece ale tuturor timpurilor, această piesă fiind votată pe locul 148. În mai 2004, compania Phonographic Performance Limited a sărbătorit 70 de ani, prezentând cele mai difuzate 70 de piese în Marea Britanie la radio, tonomate și în cluburi; „Dancing Queen” s-a clasat pe locul șase. În același an, revista Rolling Stone a realizat un clasament al celor mai bune 500 de cântece ale tuturor timpurilor, această piesă fiind clasată pe locul 171.

## Performanța în clasamente
Discul single a devenit un șlagăr internațional, clasându-se pe locul întâi în Africa de Sud, Australia, Belgia, Germania, Elveția, Norvegia și Noua Zeelandă, fiind singura lor piesă poziționată pe prima poziție în topul american Billboard Hot 100.
În Canada, discul single a debutat pe locul 97, având o ascendență relativ înceată, intrând în top 10 după opt ediții, luându-i încă cinci săptămâni să atingă prima poziție, unde a stat o săptămână. A mai petrecut șase săptămâni în top 20 și încă trei în top 40, după care a părăsit clasamentul. Piesa a avut un succes similar în Adult Contemporary, unde a debutat pe locul 47 pe data de 25 decembrie 1976, odată cu intrarea în clasamentul principal, cu toate că a urcat mai repede în acest top, intrând în top 10 după doar cinci ediții. A reușit să ajungă pe locul 3 pe 5 februarie, după care a mai stat șase săptămâni în clasament, ultima apariție fiind înregistrată pe 19 martie 1977, deși abia atunci pătrunsese în top 5 în Canadian RPM.
Ca majoritatea șlagărelor ABBA, și acesta s-a bucurat de o popularitate uriașă, atingând top 3 în toate clasamentele cu excepția Austriei, Franței și Italiei. Norvegia a primit cel mai bine piesa, staționând pe locul fruntaș timp de 12 ediții, petrecând 24 de săptămâni în top 5. În țara lor de origine, discul single a debutat pe locul 1, unde a stat în total șapte săptămâni, petrecând 15 ediții în top 10. Un succes similar l-a avut în Europa Vestică, obținând treapta cu numărul unu în Olanda și Regatul Unit, unde a stat șapte, respectiv șase săptămâni. În comparație cu restul lumii, „Dancing Queen” a avut un succes mai mic în Europa Centrală, ajungând doar pe locul cu numărul 4 în Austria și locul 3 în Elveția, cu toate că în aceasta, a ocupat locul al treilea timp de patru ediții; a devenit totuși al cincilea lor hit clasat pe locul întâi în Germania.
În Noua Zeelandă, discul single a debutat pe locul 4, atingând după încă trei ediții prima poziție; a coborât pe locul 2 săptămâna următoare după ce „Don't Go Breaking My Heart” de Elton John și Kiki Dee au urcat pe locul 1. A reușit să se întoarcă pe primul loc de trei ori, de-a lungul lunilor octombrie, noiembrie și decembrie, ultima dată fiind detronat de propriul lor single, „Money, Money, Money”.
Discul single a fost relansat în 1992 pentru a promova albumul ABBA Gold, iar în 2008, a ocupat poziții mai joase din câteva țări, precum Australia, în urma succesului filmului Mamma Mia!.

### Clasamente
| Clasament (1976/1977)                 | Poziția maximă | Referință |
| ------------------------------------- | -------------- | --------- |
| ARIA Singles Chart                    | 1              | [ 17 ]    |
| Ö3 Austria Top 40                     | 4              | [ 17 ]    |
| Canadian RPM Singles Chart            | 1              | [ 44 ]    |
| Canadian RPM Adult Contemporary Chart | 3              | [ 45 ]    |
| Dutch Top 40                          | 1              | [ 17 ]    |
| Media Control Charts                  | 1              | [ 46 ]    |
| SNEP                                  | 5              | [ 47 ]    |
| IRMA Singles Chart                    | 1              | [ 48 ]    |
| FIMI Singles Chart                    | 15             | [ 49 ]    |
| Japan Oricon International Chart      | 1              | [ 50 ]    |
| Japan Oricon Singles Chart            | 23             | [ 50 ]    |
| VG-Lista                              | 1              | [ 17 ]    |
| RIANZ Singles Chart                   | 1              | [ 17 ]    |
| South African Singles Chart           | 1              | [ 51 ]    |
| Sverigetopplistan                     | 1              | [ 17 ]    |
| Swiss Music Charts                    | 3              | [ 17 ]    |

| Clasament (1976/1977)               | Poziția maximă | Referință |
| ----------------------------------- | -------------- | --------- |
| UK Singles Chart                    | 1              | [ 52 ]    |
| S.U.A. Billboard Hot 100            | 1              | [ 53 ]    |
| S.U.A. Billboard Adult Contemporary | 6              | [ 53 ]    |
| United World Chart                  | 3              | [ 54 ]    |
| Clasament (1992/1993)               | Poziția maximă | Referință |
| ARIA Singles Chart                  | 37             | [ 17 ]    |
| Dutch Top 40                        | 24             | [ 17 ]    |
| Ireland Singles Chart               | 9              | [ 48 ]    |
| VG-Lista                            | 5              | [ 17 ]    |
| RIANZ Singles Chart                 | 14             | [ 17 ]    |
| Sverigetopplistan                   | 15             | [ 17 ]    |
| Swiss Music Charts                  | 6              | [ 17 ]    |
| UK Singles Chart                    | 16             | [ 55 ]    |